# التهاب غمد الوتر المضيق
التهاب غمد الوتر المضيق (بالإنجليزية: Trigger finger)‏ ويعرف أيضاً بالأصبع الزنادية أو الأبهام الزنادية هو حالة مؤلمة ناجمة عن التهاب غمد الوتر والانقطاع التدريجي للعضلات القابضة السطحية والعميقة الليفية المجاورة للبكرة في الرأس السنعي، وكذلك ينتج التهاب غمد الوتر المضيق عن الضغط القوي والمتكرر والشد الاجهادي والثني والخياطة والرضح المجهري، وكذلك سماكة وضيق الوتر القاسي في البكرة (الشائع بالتشكيل العقدي) الذي يسبب قاعدة اصبعية مؤلمة، وأيضا ينتج عن قصور حركة الأصابع واثارتها والفرقعة والإعاقة والتشوه التدريجي. ولوحظ على المرضى أن صوت الفرقعة كان في المفاصل السلامية الدانية ولوحظ عليهم أيضاً مايعرف بالتصلب الصباحي مع أو بدون إثارة وكذلك الشعور بالألم في بعض الأحيان عند بسط الإصبع وعندما يكون هذا المرض أكثر تقدماً يتطلب مكان الإعاقة معالجة قوية لتمديد الأصبع المتضرر، وهذه الحالة تصيب في الشائع الأصبع الوسطى والبنصر واحياناً الإبهام وتصيب العضلة القابضة أكثر من الأوتار المنبسطة في اليد. وفي متلازمة النفق الرسغي الأصبع الزنادي الروماتيزمي أو السكري قد تصيب هذه الحالة أكثر من إصبع، وفي حالات الأصبع الزنادية الشظوية فأن المرضى الذين تعرضوا للألم على الكعب الوحشي على حد سواء أيجابياً وسلباً في الحركة لم تظهر عليهم أدلة حركية في الأشعة من عدم الاستقرار.
تشخيصان شائعان يندرجوا تحت هذه الفئة:
-متلازمة دي كورفان (التي تصيب الحيز الظهري الأول من الزند).
-الاصبع الزنادي (يحدث عندما يصيب العقيدات الليفية في وتر العضلة القابضة الرقمية).

## الأسباب
من أكثر الأسباب شيوعا للإصابة بالتهاب غمد الوتر المضيق هو الإفراط في الأنشطة المتكررة والمزمنة التي تتطلب استخدام اليد أو الأصابع ومن الأمثلة على ذلك، نشاطات العمل التي تتضمن استخدام الكمبيوتر، ومسك الأشياء وكذلك الأنشطة الترفيهية (مثل الحياكة، الغولف، والتنس).
ويعاني النجارين الذين يستخدمون المطارق من هذا المرض وكذلك أولئك الذين يقبضوا الخشب باستمرار أو غيرها من المواد عندما يتطلب قطعها استخدام اليدين كالملقط من أجل وضع الأشياء في مكانها.
قد يكون التهاب غمد الوتر المضيق الأولي مجهول السبب ويصيب النساء في منتصف العمر أكثر في كثير من الأحيان من الرجال، ولكن يمكن أن يوجد ايضاً في سن الطفولة.
ويمكن أن يحدث التهاب غمد الوتر المضيق الثانوي بسبب المرض أو الكيانات التي تسبب اضطرابات النسيج الضام بما في ذلك مايلي:
-التهاب المفاصل الروماتزمي والتهاب المفاصل الصدفي – مما يتطلب تقييم اليدين طبيا من تشوهات الروماتيزم.
-النقرس.
-داء السكري.
-الداء النشواني.
-ذئبة حمامية مجموعية.
أسباب أخرى ممكنة تشمل الآتي:
-الصدمة مباشرة.
-خلال فترة مابعد الولادة.
-أسباب خلقية.

## الأعراض
ألم وانتفاخ في الإبهام وقصور في حركته أو حركة البنصر أو الإصبع الوسطى وغالباً ما يكون هناك شعور بالتهيج عندما يكون الإبهام مثني ويمكن الشعور بالعقيدات في البنصر والإصبع الوسطى عند الضغط على راحة اليد.

## التشخيص
لا يوجد تشخيص محدد يعمل عليه فالتهاب غمد الوتر المضيق مشخصا طبياً وعلى أية حال إذا تم الاشتباه بالتهاب المفاصل الروماتزمي يعمل تقييم مخبري ( على سبيل المثال عامل الروماتويد) ، و لاتوجد حاجة لدراسة الأشعة لتشخيص الحالة وعلى أية حال يمكن أن تفيد وتساند في تحقيق التشخيص، ويمكن للموجات فوق الصوتية أو التصوير بالرنين المغناطيسي (الدراسة الأكثر موثوقية) أن تثبت زيادة سماكة الأوتار المعنية، وتعتبر السماكة وتكون الأوعية المفرط للبكرة في التصوير فوق الصوتي من دلائل الإصابة بالإصبع الزنادية.

## التدبير العلاجي
يعتبر التجبير ومضادات الالتهاب اللاسترودي وحقن الكورتيكوستيرويد من علاجات الخط الأول الوقائيه من التهاب غمد الوتر المضيق، ومع ذلك فلقد وجد أن مضادات الالتهاب اللاسترودي غير فعالة إذا استخدمت كعلاج وحدها.
إن المعالجة المبكرة للإبهام الزنادي تثمر نتائج أفضل في الشفاء وقد يكون العلاج الجراحي لتحريك الإبهام معقداً بسبب إصابة الأعصاب الرقمية والندب والثني أو التقفع في المفصل، ولقد لوحظ معدلا عالي وواضح في تطور الأعراض عندما أقترن العلاج الجراحي مع حقن الكورتيكوستيرويد بالمقارنة مع حقن الكورتيكوستيرويد وحدها.
ويستند العلاج الوظيفي على تخفيف الأعراض وتقليل الالتهاب، وبالنسبة لتطبيق العلاج الغير جراحي فإن الممعدل العام للشفاء يتجاوز 95% وهناك العديد من أنماط العلاج التي تعتمد على مدى الحالة المزمنة وشدتها.
-تعديل أنشطة اليد.
-التمارين والشد.
-السخونة الداخلية.
-تمديد التجبير أثناء النوم
تعيق (المفاصل السلامية السنعية) والمفاصل الموجودة بين السلاميات الجبيرة التي تخفف الأعراض عن المريض من أجل آداء الوظائف بشكل أفضل.
ويتكون العلاج من حقن ميثيل بريد نيزولون المركب أحيانا مع مخدر ليدوكايين في أقصى مكان الالتهاب أو مكان الانثناء.
يمكن أن يؤدي تسلل الإصابة في المكان المتضرر إلى العمى وأحيانا يحتاج المريض تكرار توجيه التخطيط الصوتي مرتين أو ثلاث مرات لتحقيق الأسترخاء وغالباً ما يرتبط الزناد المقفل الغير قابل للإنقاص بأنكماش انثناء المفصل وينبغي ألا يعالج بالحقن.
-قطع البكرة الحلقية ليفية الغمد.
إذا استمرت الأعراض أو تكررت لأكثر من 6 أشهر و / أو كانت لا تستجيب للعلاج الوقائي ممكن أن يشار لإخراج البكرة جراحيا ( بحاجة لمصدر) .
الأسلوب الجراحي الرئيسي هو الأخراج عن طريق الجلد والأخراج المفتوح. ويفضل الإخراج عن طريق الجلد في بعض المراكز نظراً لقصر وقت النقاهة وقلة المضاعفات والألم.
وتتضمن التدابير الجراحية المعقدة الإصبع الزنادي المستمر والقوس التوتيري وإصابة العصب الرقمية واستمرار الإثارة.
ملاحظة: يبدوا أن مرض السكري مؤشراً منذراً لتلقي العلاج اللاجراحي ويمكن أن تتطور الصلابة بعد الأخراج الجراحي (بحاجة لمصدر).